# Almachius Vincent Rweyongeza
Almachius Vincent Rweyongeza (Bushagara-Kamacumu, Tanzânia, 1 de janeiro de 1956) é um ministro tanzaniano e bispo católico romano de Kayanga.
Almachius Vincent Rweyongeza recebeu o Sacramento da Ordem em 6 de dezembro de 1981 para a Diocese de Bukoba.
Em 14 de agosto de 2008, o Papa Bento XVI o nomeou ao Bispo de Kayanga. O arcebispo de Dar es Salaam, cardeal Polycarp Pengo, consagrou-o bispo em 6 de novembro do mesmo ano; Os co-consagradores foram o Bispo de Rulenge-Ngara, Severine Niwemugizi, e o Bispo de Bukoba, Nestorius Timanywa.